# مردی که می‌خندد (فیلم ۲۰۱۲)
مردی که می‌خندد (به فرانسوی: L'homme qui rit‎) فیلمی فرانسوی در سبک رمانتیک، موزیکال و درام محصول سال ۲۰۱۲ است که بر اساس رمانی به همین نام منتشرشده در سال ۱۸۶۹ اثر ویکتور هوگو ساخته شده‌است.

## بازیگران
- جرارد دپاردیو در نقش اورسوس
- مارک-آندره گروندین در نقش گوینپلاین
- امانوئل سنیه در نقش دوشس جوزیان
- کریستا تره در نقش دیا
- سرژ مرلین در نقش بارکیلفدرو
- سوان آرلو در نقش سیلوین

## نظرات منتقدان
بوید ون هوایج از ورایتی که منتقد این فیلم بود، در یادداشت خود نوشت: «مردی که می‌خندد تا اندازهٔ نسبتاً کمی به مطالب اصلی خود وفادار است و بیشتر تلاش دارد تا کالایی بصری را تقدیم نگاه مخاطب کند. این عکس زیبا و استودیویی، فاقد یک واقعه در بیان داستان است و باید گفت که این روش، نوعی فریب دادن مخاطب به نظر می‌رسد.» اما در مقابل نیل یانگ از هالیوود ریپورتر با بررسی و ارائهٔ نگاهی مثبت فیلم نسبت به این فیلم، نوشت: «این فیلم اقتباسی ادبی و کاملاً قدیمی است اما در نهایت حرکتی بیش از یک اثر تجاری دارد که می‌تواند موفقیت‌های دراز مدتی را برای خویش رقم بزند.»